# 明朝皇室
明朝皇室以明朝十六位皇帝为核心，围绕他们的妻妾、儿女及其他近亲戚，是为明朝国家政治权力的中心。
开国皇帝朱元璋主持编撰了《皇明祖训》，于洪武六年（1373年）时颁布，对后宫、皇族作出规范。永乐迁都，皇室迁居北京，明朝皇室為「朱姓」。

## 后宫

### 后妃
遵循一夫一妻多妾的习俗，明朝皇帝的妻妾除册封一位皇后外，其余分封妃嫔。亦有宫女侍寝，而无妃嫔封号，仅有侍妾地位的例子。明朝皇帝除明武宗外，无有情妇的实例，《罪惟录》指明宣宗曾将叔父朱高煦妾侍吴氏匿于宫外，生有一子朱祁鈺，然与其它史料冲突。

#### 出身
除皇帝登基前的妻妾外，依据政治传统为皇帝选妃。

### 前朝遗孀
无子的前朝妃嫔通常要殉葬，至明英宗时，方才停止。

### 仆役

#### 宦官
明朝初严禁宦官干政，但中后期宦官干政情况严重。

#### 宫女
宫女通常通过采选入宫。

## 日常
日常物资以三办的形式供应。